# Pedro de Alcántara Téllez-Girón y Beaufort Spontin

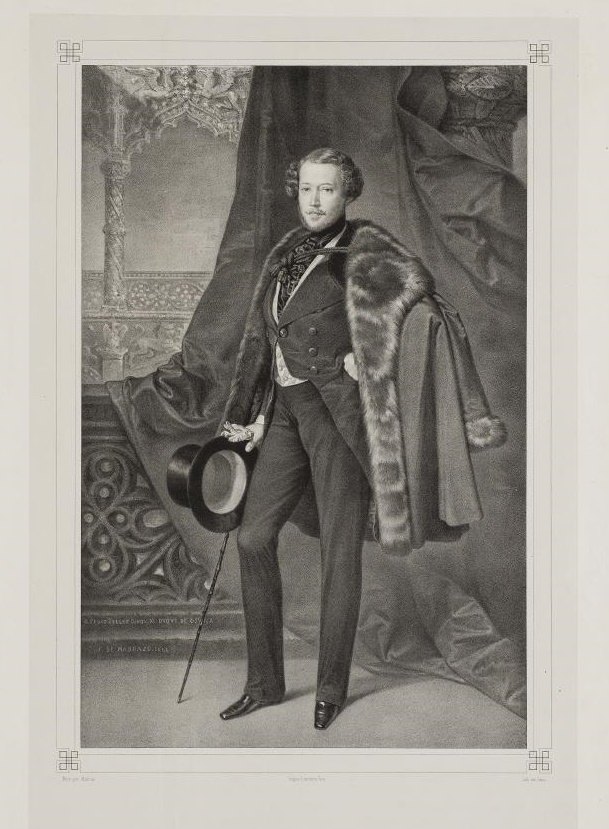
Gaspar Sensi y Baldachi según Federico de Madrazo: Pedro Téllez Girón, XI duque de Osuna, litografía,. Establecimiento litográfico Lemercier, París. Madrid. Museo del Romanticismo.

Pedro de Alcántara Téllez-Girón y Beaufort Spontin (Cádiz, 10 de septiembre de 1810-Madrid, 25 de agosto de 1844) fue un aristócrata español y prócer del reino.

## Biografía
Nació en Cádiz el 10 de septiembre de 1810, siendo hijo de Francisco de Borja Téllez-Girón, X duque de Osuna etc., y su esposa María Francisca de Beaufort, condesa de Beaufort y del Sacro Imperio Romano. Fue bautizado el mismo día en la Iglesia Parroquial Castrense por Pedro de Fuentes, capellán mayor del rey del Real Hospital de Marina de la Plaza de Cádiz, apadrinándolo su abuela materna María Josefa Pimentel, condesa-duquesa de Benavente.
Se cubrió en presencia del monarca Fernando VII el 7 de julio de 1830, siendo apadrinado por el duque de Frías y de Uceda. Tras la muerte de Fernando, apoyó la causa de la reina Isabel II y fue nombrado coronel del Segundo Regimiento de Infantería de Milicias Urbanas de Madrid, cargo que no aceptó, sino que se ofreció como simple soldado. El 25 de mayo de 1834 la reina lo designó teniente coronel del Regimiento de Milicias de Caballería. Se desempeñó como prócer del reino en las legislaturas de 1834 a 1836, rigiendo el Estado Real. Aprobadas sus pruebas de nobleza el 15 de junio de 1840, ingresó como caballero a la Orden de Calatrava y fue, asimismo, Gran Cruz de Carlos III y gentilhombre de cámara con ejercicio de la reina. A lo largo de los años reunió en su persona los títulos de las grandes casas de Osuna, Benavente y Mendoza y, de esta forma, constituyó uno de los mayores conglomerados de dignidades nobiliarias, estados y fortunas del momento (véase la sección: Títulos).
Presidió e impulsó el Liceo Artístico y Literario de Madrid, donde se reunían los artistas y escritores románticos de la época. Su labor de mecenazgo fue reconocida por Baltasar Saldoni, que lo calificó de «verdadero padre y protector de los artistas» y halagó sus esfuerzos para sufragar a algunos de ellos para que continuaran o terminaran sus estudios en el extranjero. También fue «cantante aficionado muy distinguido» de voz barítono; según Saldoni, «su escuela era irreprochable y daba gran sentimiento y colorido en todas las frases musicales de la pieza que ejecutaba». Como amante de los caballos, en 1835 fue el responsable de organizar la primera carrera de caballos de España en la Alameda de Osuna, bosque de su propiedad, y en 1841 fundó allí mismo la Sociedad de Fomento de la Cría Caballar.
Falleció soltero y sin descendencia el 25 de agosto de 1844 en el Palacio de Osuna de Madrid, con solo 34 años, y desde el 17 de abril de 1849 su cuerpo está sepultado en la Capilla del Reposo del Santo Sepulcro junto a sus padres. Sus posesiones y títulos recayeron en su hermano Mariano Téllez-Girón y Beaufort Spontin.

## Títulos
Sucedió a su padre, muerto en 1820, como XI duque de Osuna, XII marqués de Peñafiel, III marqués de Monteagudo, XVIII marqués de Zahara, XVII marqués de Lombay, XV conde de Ureña, XXIV conde de Mayorga, XIX conde de Belalcázar y VII conde de Fontanar, además de heredar los cargos de notario mayor de Castilla y camarero mayor del rey. Fallecida su abuela y madrina María Josefa en 1834, se convirtió en XVI conde-XIII duque de Benavente, XIV duque de Béjar, XIV duque de Plasencia, XIII duque de Arcos, XV duque de Gandía, X duque de Mandas y Villanueva, II duque de Monteagudo, XV marqués de Gibraleón, X marqués de Terranova (que cedió a su hermano Mariano), XV conde de Bañares, XV conde de Oliva, XII conde de Mayalde, XIV conde de Bailén, XIII conde de Casares, XVII vizconde de la Puebla de Alcocer y príncipe de Squilache, heredando también el cargo de primera voz del Estamento Noble de Cerdeña y de justicia mayor de Castilla. Finalmente, a la muerte de su tío Pedro de Alcántara Álvarez de Toledo en 1841, soltero y sin herederos legítimas, recibió todas las dignidades nobiliarias de la casa Mendoza: XIV duque del Infantado, XII duque de Lerma, X duque de Pastrana, X duque de Estremera, XI duque de Francavilla, XIII marqués de Távara, XV marqués de Santillana, XIV marqués de Argüeso, X marqués de Almenara (I), XI marqués de Algecilla, XII marqués del Cenete, XII marqués de Cea, XV conde de Real de Manzanares, XXII conde de Saldaña, XIII conde del Cid, XIII conde de Villada, XII conde de Ampudia y príncipe de Éboli y Mélito. Después de un largo pleito recayeron en él los títulos de XIV duque de Medina de Rioseco y XVI conde de Melgar.